# Raville
Raville é uma comuna francesa na região administrativa de Grande Leste, no departamento de Mosela. Estende-se por uma área de 7,06 km². Em 2010 a comuna tinha 261 habitantes (densidade: 37 hab./km²).